# Oedopeza guttigera
Oedopeza guttigera är en skalbaggsart som beskrevs av Bates 1864. Oedopeza guttigera ingår i släktet Oedopeza och familjen långhorningar.
Artens utbredningsområde är:
- Costa Rica.
- Guatemala.
- Honduras.
- Nicaragua.
- Panama.
- Venezuela.

Inga underarter finns listade i Catalogue of Life.